# Dezmen Southward
Dezmen Southward (Sunrise, 1º ottobre 1990) è un giocatore di football americano statunitense che gioca nel ruolo di safety per i Carolina Panthers della National Football League (NFL). Fu scelto nel corso del terzo giro (68º assoluto) del Draft NFL 2014 dagli Atlanta Falcons. Al college ha giocato a football all'Università del Wisconsin-Madison

## Carriera professionistica

### Atlanta Falcons
Southward fu scelto dagli Atlanta Falcons nel corso del terzo giro del Draft 2014. Debuttò come professionista subentrando nella vittoria della settimana 1 contro i New Orleans Saints mentre il primo intercetto le fece registrare nella settimana 12 contro i Cleveland Browns. La sua stagione da rookie si chiuse disputando tutte le 16 partite con 23 tackle, un sack e un intercetto.

## Statistiche
| Partite totali      | 16  |
| Partite da titolare | 0   |
| Tackle              | 23  |
| Sack                | 1,0 |
| Intercetti          | 1   |

Statistiche aggiornate alla stagione 2014